# 弗朗西斯科·卡瓦列尔
弗朗西斯科·卡瓦列尔（西班牙語：Francisco Caballer，1932年10月14日—2011年9月5日），西班牙男子曲棍球运动员。他曾代表西班牙国家队参加1960年夏季奥林匹克运动会曲棍球比赛，获得一枚铜牌。